# Sphecodes perlustrans
Sphecodes perlustrans är en biart som beskrevs av Cockerell 1898. Sphecodes perlustrans ingår i släktet blodbin, och familjen vägbin. Inga underarter finns listade i Catalogue of Life.